# 戸板康二

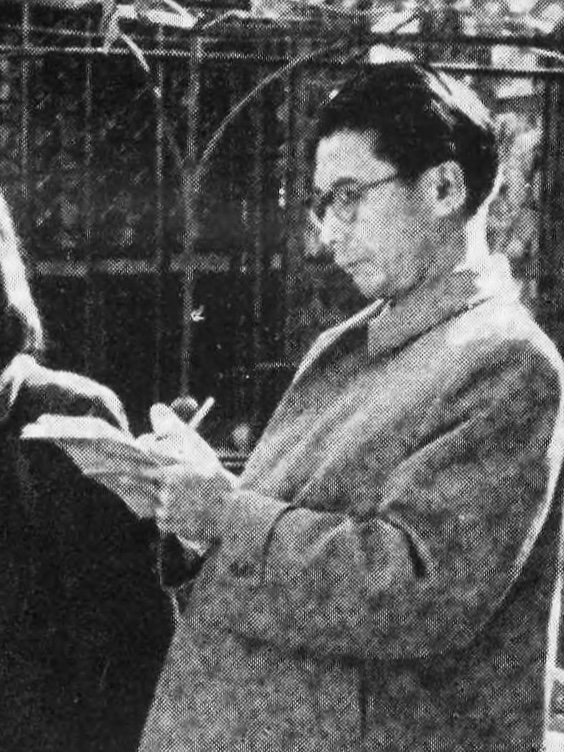
1955年、蘇州にて

戸板 康二（といた やすじ、1915年12月14日 - 1993年1月23日）は、日本の演劇・歌舞伎評論家、推理作家、随筆家。

## 来歴
東京市（現東京都港区）芝三田四国町出身。旧姓山口。藤倉電線に勤める父・三郎、母ひさの長男として生まれる。父親の仕事の関係で中国に引っ越し、上海小学校に通い、帰国後愛宕小学校（東京都港区）に入学。山口家に男子が生まれたら母方の戸板家の養子になる約束があり、初めは「康夫」と名付けられたが、養子になった1923年7月9日、「康二」と改める。
幼時、母方の祖母で戸板裁縫女学校の創立者である戸板関子の養子となる。関東大震災のとき、鎌倉材木座の別荘にいた母親が幼い次男をかばって圧死するも、康二は東京の自宅にいたため難を逃れる。暁星小学校に編入し、暁星中学校を卒業。同級生にのちの七代目尾上梅幸、串田孫一がいた。梅幸によると康二は神童と呼べるほど頭がよかったという。14歳のとき祖母を亡くす。慶応予科を経て慶應義塾大学文学部国文学科卒。慶應国文科では折口信夫に師事。当初仏文専攻を考えていたが、予科時代の先輩である池田弥三郎から「折口は百年に一人の人。その授業を逃す手はない」と言われ国文に進んだ。
大学卒業後、明治製菓の宣伝部でPR誌『スヰート』の編集に携わる。第二次世界大戦中の1943年、山水高等女学校に国語教師として勤務。1年後の1944年、師久保田万太郎に誘われて日本演劇社に入り、『日本演劇』の編集長となる。1948年、33歳で『歌舞伎の周囲』を刊行してから、続々と歌舞伎や新劇・新派の批評、随筆、入門書を刊行、特に『歌舞伎への招待』はロングセラーとなる。
1950年日本演劇社を退社してフリーとなる。
44歳の時江戸川乱歩の熱心な勧めによって執筆した「車引殺人事件」で推理作家としてデビュー。「団十郎切腹事件」によって直木賞を受賞する。
様々なエピソードやこぼれ話を書いた『ちょっといい話』は、逝去直前まで書き続けられて単行本4集と番外『歌舞伎ちょっといい話』（歌舞伎座の筋書に毎月掲載された、その月の演目にまつわるエピソード）の5冊を数える名シリーズとなったが、元々は戸板のほか岡部冬彦や山川静夫らが書き継いだ『オール讀物』の名物コラムのタイトルから書名をとったものである。
ほか句作も行った。また、雑誌『悲劇喜劇』の編集同人の一人だった。
1991年日本芸術院会員。1993年1月23日に脳血栓のため東京都品川区旗の台の昭和大学病院で死去。墓所は横浜市鶴見区總持寺。

## 受賞歴
- 第1回 戸川秋骨賞（1949年）『丸本歌舞伎』『わが歌舞伎』正続
- 第3回 芸術選奨文部大臣賞文学評論部門（1952年）『劇場の椅子』『今日の歌舞伎』
- 第42回 直木三十五賞（1960年）「團十郎切腹事件」その他（候補作の短編「團十郎切腹事件」と参考作品（対象期間外の刊行）の短編集『車引殺人事件』）
- 第29回 日本推理作家協会賞・短篇部門（1976年）「グリーン車の子供」
- 第24回 菊池寛賞（1976年）
- 第33回 日本芸術院賞文芸部門（1977年）[4]
- 第3回 東京都文化賞（1987年）
- 第17回 明治村賞（1991年）

## 著書

### 評論・評伝・入門書等
- 『俳優論』冬至書林 1942
- 『歌舞伎の周囲』角川書店 1948
- 『わが歌舞伎』正続 和敬書店 1948 - 1949
- 『丸本歌舞伎』和敬書店 1949
- 『歌舞伎への招待』衣裳研究所 1950 のち岩波現代文庫 正続
- 『演劇五十年』時事通信社 1950
- 『歌舞伎の話』角川新書 1950 のち講談社学術文庫
- 『今日の歌舞伎』創元社 1952
- 『新劇史の人々』角川新書 1953
- 『舞台の誘惑』河出新書 1953
- 『芝居名所一幕見 舞台の上の東京』白水社 1953
- 『演劇の魅力』河出新書 1954
- 『歌舞伎ダイジェスト』暮しの手帖社 1954
- 『演劇人の横顔』白水社 1955
- 『歌舞伎十八番』中央公論社 1955 のち同文庫、隅田川文庫
- 『日本の俳優』東京創元社 1955
- 『六代目菊五郎』演劇出版社 1956 のち講談社文庫
- 『演劇・北京-東京』村山書店 1956
- 『素顔の演劇人』白水社 1956
- 『忠臣蔵』東京創元社(創元選書) 1957
- 『卓上舞台』村山書店 1958
- 『芝居名所一幕見 諸国篇』白水社 1958
- 『わが人物手帖』白凰社 1962
- 『芝居国・風土記』青蛙房 1963
- 『女優の愛と死 松井須磨子』河出書房新社 1963 のち文春文庫
- 『歌舞伎』吉田千秋写真 保育社カラーブックス 1965
- 『歌舞伎人物入門 劇中に見る人間像』池田書店 1967
- 『久保田万太郎』文藝春秋 1967 のち文春文庫
- 『百人の舞台俳優』淡交社 1969
- 『演芸画報・人物誌』青蛙房 1970
- 『折口信夫坐談』中央公論社 1972 のち中公文庫 折口の言葉を記した
- 『京洛舞台風土記』駸々堂出版 1973
- 『尾上菊五郎』毎日新聞社 1973
- 『カラー歌舞伎の魅力』淡交社 1973
- 『役者の伝説』駸々堂出版 1974
- 『女形』駸々堂出版 1975
- 『歌舞伎事はじめ』実業之日本社 1976
- 『歌舞伎この百年』毎日新聞社 1978
- 『物語近代日本女優史』中央公論社 1980 のち中公文庫
- 『名セリフ言語学』駸々堂出版 1983
- 『すばらしいセリフ』駸々堂出版 1984 のちちくま文庫
- 『おととしの恋人』三月書房 1985
- 『歌舞伎題名絵とき』駸々堂出版 1985
- 『楽屋のことば』駸々堂出版 1986
- 『歌舞伎役名由来』駸々堂出版 1988
- 『女形のすべて』駸々堂出版 1990
- 『戸板康二劇評集』演劇出版社 1991
- 『万太郎俳句評釈』富士見書房 1992

### エッセイ
- 『劇場の椅子』創元社 1952
- 『劇場の青春』河出新書 1955
- 『街の背番号』青蛙房 1958
- 『歌舞伎歳時記』知性社 1958
- 『ハンカチの鼠』三月書房 1962 旺文社文庫 1982
- 『女優のいる食卓』三月書房 1966 旺文社文庫 1982
- 『舞台歳時記』東京美術 1967
- 『酒の立見席（洋酒マメ天国）』サン・アド 1968
- 『劇場歳時記』読売新聞社 1970
- 『夜ふけのカルタ』三月書房 1971 旺文社文庫 1982
- 『元禄小袖からミニ・スカートまで 日本のファッション・300年絵巻』サンケイ新聞社出版局 1972
- 『いろはかるた随筆』丸ノ内出版 1972
- 『午後六時十五分』三月書房 1975
- 『五月のリサイタル』三月書房 1977
- 『ちょっといい話』文藝春秋 1978 のち文春文庫、岩波現代文庫
- 『ロビーの対話』三月書房 1978
- 『あどけない女優』新評社、1978 のち文春文庫
- 『むかしの歌』講談社 1978
- 『回想の戦中戦後』青蛙房 1979
- 『新ちょっといい話』文藝春秋 1980 のち文春文庫
- 『芸能めがねふき』三月書房 1980
- 『わが交遊記』三月書房 1980
- 『写真歌舞伎歳時記 秋冬』写真吉田千秋 講談社文庫 1980
- 『写真歌舞伎歳時記 春夏』写真吉田千秋 講談社文庫 1981
- 『見た芝居・読んだ本』あずさ書房 1981 のち文春文庫
- 『思い出の劇場』青蛙房 1981
- 『目の前の彼女』三月書房 1982
- 『新々ちょっといい話』文藝春秋 1984 のち文春文庫
- 『演劇走馬燈』三月書房 1984
- 『旅の衣は』駸々堂出版 1984
- 『泣きどころ人物誌』文藝春秋 1984 のち文春文庫
- 『思い出す顔』講談社 1984
- 『女形余情』三月書房 1987
- 『句会で会った人』富士見書房 1987
- 『忘れじの美女』三月書房 1988（表題作は諏訪根自子について）
- 『食卓の微笑』日本経済新聞社 1989
- 『慶應ボーイ』河出書房新社 1989
- 『季題体験』富士見書房 1990
- 『みごとな幕切れ』三月書房 1990
- 『ことば・しぐさ・心もち』TBSブリタニカ 1990
- 『人物柱ごよみ 第四ちょっといい話』文藝春秋 1991 『最後のちょっといい話 人物柱ごよみ』文庫
- 『ぜいたく列伝』文藝春秋 1992 のち文春文庫、人物文庫
- 『歌舞伎ちょっといい話』オリジン社 1993 のち岩波現代文庫
- 『あの人この人』文藝春秋 1993 のち文春文庫
- 『俳句・私の一句』オリジン社 1993
- 『六段の子守唄』三月書房 1994
- 『思い出す顔 戸板康二メモワール選』講談社文芸文庫 2008
- 『名優のごちそう』皆美社 2009

### 小説
- 『車引殺人事件』河出書房新社 1959
- 『団十郎切腹事件』河出書房新社 1960 のち立風書房（別編集）、のち講談社文庫（別編集）、創元推理文庫（別編集）
- 『松風の記憶 鷺娘殺人事件』中央公論社 1960 のち講談社文庫、創元推理文庫（別編集）
- 『奈落殺人事件』文藝春秋新社 1960 のち立風書房（別編集）
- 『歌手の視力 戸板康二推理小説集』桃源社 1961
- 『才女の喪服』中央公論社 1961 のち河出文庫
- 『第三の演出者』桃源社 1961
- 『ラッキー・シート 推理小説集』河出書房新社 1962
- 『いえの芸』文藝春秋新社 1963
- 『美少年の死』広論社 1976
- 『グリーン車の子供 中村雅楽探偵譚』徳間書店 1976 のち講談社文庫（別編集）、創元推理文庫（別編集）
- 『塗りつぶした顔 自選推理小説』双葉社 1976 のち河出文庫
- 『孤独な女優』講談社 1977
- 『小説・江戸歌舞伎秘話』講談社文庫 1977 のち扶桑社文庫
- 『浪子のハンカチ 明治大正名作異聞』角川書店 1979 のち河出文庫
- 『団蔵入水』講談社 1980
- 『目黒の狂女 中村雅楽推理手帖』講談社 1982 のち創元推理文庫（別編集）
- 『黒い鳥』集英社文庫 1982
- 『淀君の謎 中村雅楽推理手帖』講談社 1983
- 『劇場の迷子 中村雅楽推理手帖』講談社 1985 のち創元推理文庫（別編集）
- 『うつくしい木乃伊』河出書房新社 1990
- 『家元の女弟子』文藝春秋 1990 のち文庫

### 戯曲
- 『マリリン・モンロー 戸板康二戯曲集』三一書房 1972
  - 「ひとり息子・桜の園・その後のシャルロッタ」 1987 ※単行本未収録

### 句集
- 『花すこし 句集』三月書房 1985
- 『袖机 句集』三月書房 1989
- 『良夜 句集』三月書房 1992
- 『戸板康二句集』三月書房 2000

### 対談
- 『対談日本新劇史』編 青蛙房 1961
- 『対談戦後新劇史』早川書房 1981

## 共編著
- 歌舞伎手帖（編） 創元社(創元手帖文庫) 1951
- 歌舞伎名作選 全4巻 編集・解説 東京創元社 1953 - 1954
- 歌舞伎全書 全3巻 編纂 東京創元社 1956
- 歌舞伎 その歴史と様式 郡司正勝共著 日本放送出版協会(NHKブックス) 1965
- 芸術座 : 25年のあゆみ（共編） 東宝出版事業室 1984
- 日本の名随筆 別巻10 「芝居」 編集 作品社 1991

## テレビドラマ

### 原作
- 尊像紛失事件 NTV 1959/08/26
- 立女形失踪事件 CX
- 団十郎切腹事件（フジテレビ直木賞シリーズ） CX 1960/03/21 ～ 1960/03/28
- 車引殺人事件 NHK 1960/07/15
- 隣りの老女 TBS 1961/12/05
- 山ほととぎす ほしいまま RKB 1964/09/04
- ばばぬき NHK 1965/03/12
- 女優須磨子 NHK 1965
- 酒場の扉 TBS 1970/08/02 第8回放送批評家賞（ギャラクシー賞）受賞
- 名探偵雅楽登場 ANB 1979/05/05
- 名探偵雅楽再び登場！ ANB 1980/01/05
- 名探偵雅楽三度登場！ ANB 1980/05/03
- 後追い心中 桜の涙 KTV 1990/03/26

### 出演
- 結婚式 RKB 1969/11/23

## 映画
- 女殺し油地獄 東宝 製作 1957
- サラリーマン忠臣蔵 東宝 原案 1960
- 続サラリーマン忠臣蔵 東宝 原案 1961
- 花のお江戸の無責任 東宝 原案 1964